# Zdreahivka, Horodnea
Zdreahivka (în ucraineană Здрягівка) este un sat în comuna Butivka din raionul Horodnea, regiunea Cernihiv, Ucraina.

## Demografie
Componența lingvistică a localității Zdreahivka
     Ucraineană (100%)
Conform recensământului din 2001, toată populația localității Zdreahivka era vorbitoare de ucraineană (100%).